# Liste der Gouverneure von Mississippi

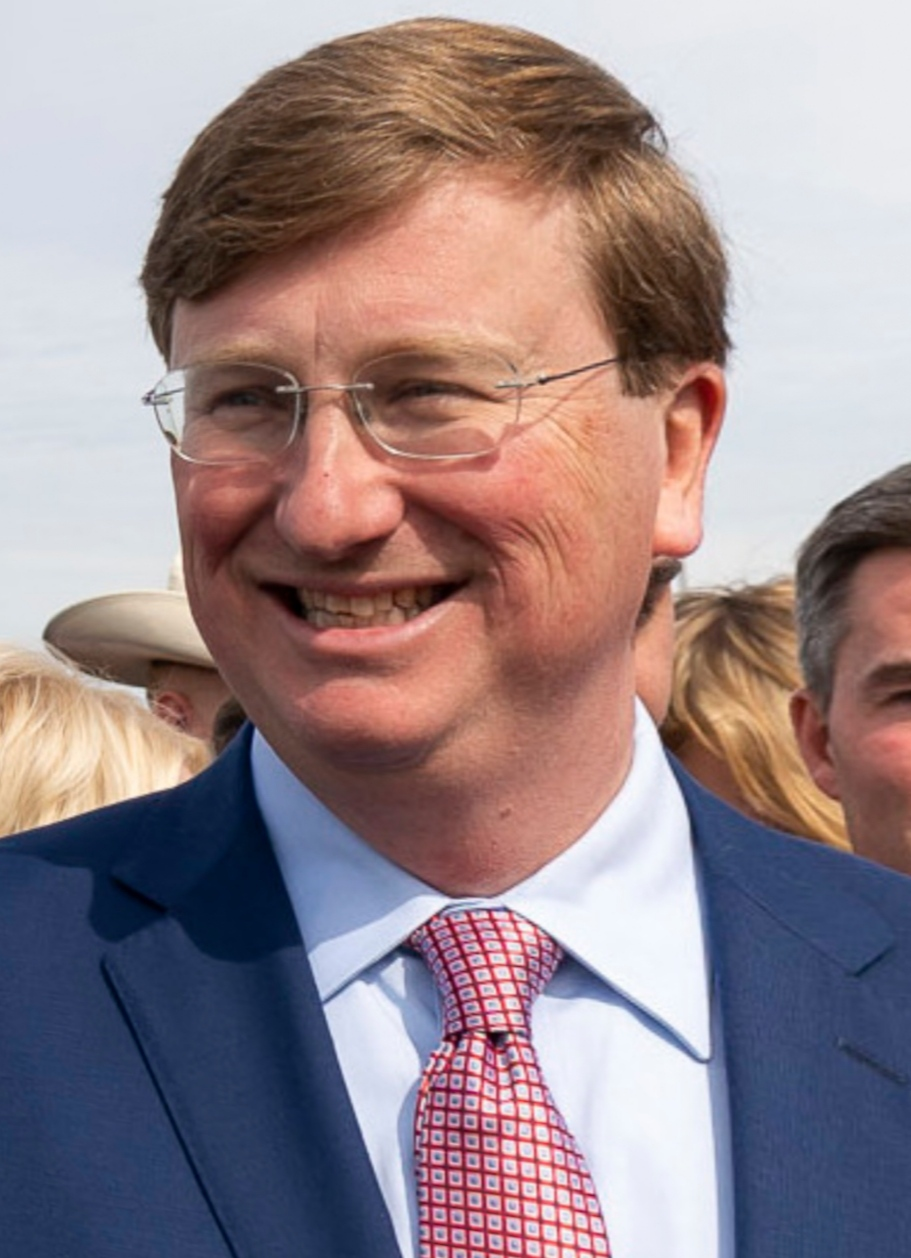
Tate Reeves, der derzeitige Gouverneur von Mississippi

Diese Liste führt alle Gouverneure des US-Bundesstaates Mississippi und des zuvor bestehenden Mississippi-Territoriums auf.

## Mississippi-Territorium
| Name                           | Amtszeit  | Partei                |
| ------------------------------ | --------- | --------------------- |
| Winthrop Sargent               | 1798–1801 | Föderalist            |
| William Charles Cole Claiborne | 1801–1805 | Democratic Republican |
| Robert Williams                | 1805–1809 | Democratic Republican |
| David Holmes                   | 1809–1817 | Democratic Republican |

## Bundesstaat Mississippi
| Name                      | Amtszeit  | Partei                |
| ------------------------- | --------- | --------------------- |
| David Holmes              | 1817–1820 | Democratic Republican |
| George Poindexter         | 1820–1822 | Democratic Republican |
| Walter Leake              | 1822–1825 | Democratic Republican |
| Gerard Chittocque Brandon | 1825–1826 | Democratic Republican |
| David Holmes              | 1826      | Democratic Republican |
| Gerard Chittocque Brandon | 1826–1832 | Democratic Republican |
| Abram Marshall Scott      | 1832–1833 | Demokrat              |
| Charles Lynch             | 1833      | Demokrat              |
| Hiram George Runnels      | 1833–1835 | Demokrat              |
| John Anthony Quitman      | 1835–1836 | Whig                  |
| Charles Lynch             | 1836–1838 | Demokrat              |
| Alexander Gallatin McNutt | 1838–1842 | Demokrat              |
| Tilghman Mayfield Tucker  | 1842–1844 | Demokrat              |
| Albert Gallatin Brown     | 1844–1848 | Demokrat              |
| Joseph Warren Matthews    | 1848–1850 | Demokrat              |
| John Anthony Quitman      | 1850–1851 | Demokrat              |
| John Isaac Guion          | 1851      | Demokrat              |
| James Whitfield           | 1851–1852 | Demokrat              |
| Henry Stuart Foote        | 1852–1854 | Unionist/Demokrat     |
| John Jones Pettus         | 1854      | Demokrat              |
| John Jones McRae          | 1854–1857 | Demokrat              |
| William McWillie          | 1857–1859 | Demokrat              |
| John Jones Pettus         | 1859–1863 | Demokrat              |
| Charles Clark             | 1863–1865 | Demokrat              |
| William Lewis Sharkey     | 1865      |                       |
| Benjamin Grubb Humphreys  | 1865–1868 | Demokrat              |
| Adelbert Ames             | 1868–1870 | Militärgouverneur     |
| James Lusk Alcorn         | 1870–1871 | Republikaner          |
| Ridgley Ceylon Powers     | 1871–1874 | Republikaner          |
| Adelbert Ames             | 1874–1876 | Republikaner          |
| John Marshall Stone       | 1876–1882 | Demokrat              |
| Robert Lowry              | 1882–1890 | Demokrat              |
| John Marshall Stone       | 1890–1896 | Demokrat              |
| Anselm Joseph McLaurin    | 1896–1900 | Demokrat              |
| Andrew Houston Longino    | 1900–1904 | Demokrat              |
| James Kimble Vardaman     | 1904–1908 | Demokrat              |
| Edmond Favor Noel         | 1908–1912 | Demokrat              |
| Earl LeRoy Brewer         | 1912–1916 | Demokrat              |
| Theodore Gilmore Bilbo    | 1916–1920 | Demokrat              |
| Lee Maurice Russell       | 1920–1924 | Demokrat              |
| Henry Lewis Whitfield     | 1924–1927 | Demokrat              |
| Dennis Herron Murphree    | 1927–1928 | Demokrat              |
| Theodore Gilmore Bilbo    | 1928–1932 | Demokrat              |
| Martin Sennett Conner     | 1932–1936 | Demokrat              |
| Hugh Lawson White         | 1936–1940 | Demokrat              |
| Paul Burney Johnson Sr.   | 1940–1943 | Demokrat              |
| Dennis Herron Murphree    | 1943–1944 | Demokrat              |
| Thomas Lowry Bailey       | 1944–1946 | Demokrat              |
| Fielding Lewis Wright     | 1946–1952 | Demokrat              |
| Hugh Lawson White         | 1952–1956 | Demokrat              |
| James Plemon Coleman      | 1956–1960 | Demokrat              |
| Ross Robert Barnett       | 1960–1964 | Demokrat              |
| Paul Burney Johnson Jr.   | 1964–1968 | Demokrat              |
| John Bell Williams        | 1968–1972 | Demokrat              |
| William Lowe Waller       | 1972–1976 | Demokrat              |
| Charles Clifton Finch     | 1976–1980 | Demokrat              |
| William Forrest Winter    | 1980–1984 | Demokrat              |
| William A. Allain         | 1984–1988 | Demokrat              |
| Raymond Edwin Mabus       | 1988–1992 | Demokrat              |
| Daniel Kirkwood Fordice   | 1992–2000 | Republikaner          |
| David Ronald Musgrove     | 2000–2004 | Demokrat              |
| Haley Reeves Barbour      | 2004–2012 | Republikaner          |
| Phil Bryant               | 2012–2020 | Republikaner          |
| Tate Reeves               | seit 2020 | Republikaner          |